# Janusz Milewski

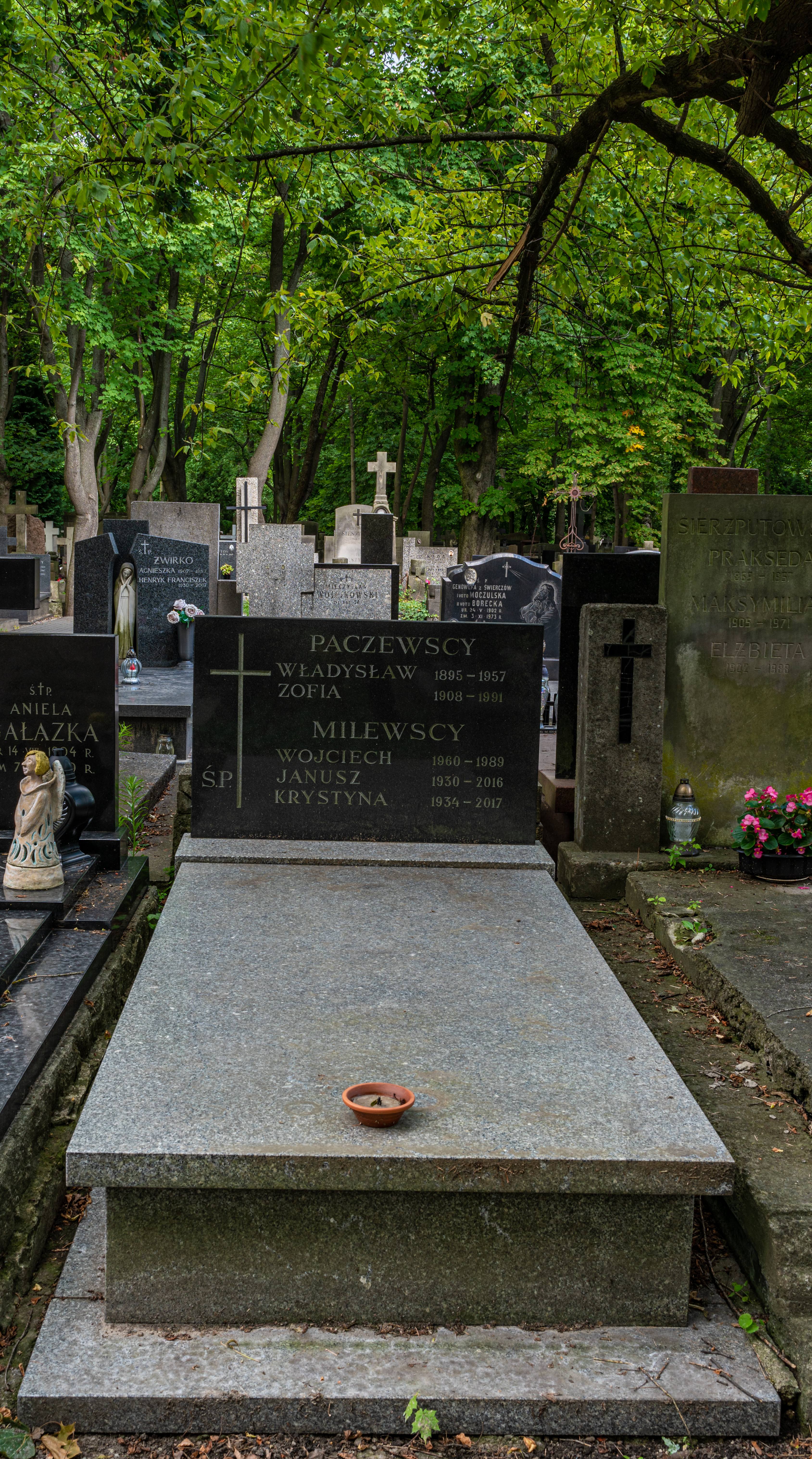
Grób Janusza Milewskiego na cmentarzu Powązkowskim

Janusz Ryszard Milewski (ur. 1930, zm. 19 czerwca 2016) – polski chemik, docent doktor habilitowany inżynier Politechniki Warszawskiej.

## Życiorys
Wieloletni nauczyciel akademicki Wydziału Chemicznego Politechniki Warszawskiej, w latach 1987–1990 prodziekan ds. studenckich. Od 1989 do 1995 kierował Zakładem Technologii Ogólnej i Nieorganicznej. Specjalizował się w dziedzinie technologii nieorganicznej i ceramiki.
Pochowany na cmentarzu Powązkowskim (kw. 101, rząd IV, grób 2).

## Odznaczenia
- Krzyż Kawalerski Orderu Odrodzenia Polski,
- Złoty Krzyż Zasługi,
- Medal Komisji Edukacji Narodowej.